# ماکیتو نیشیهارا
ماکیتو نیشیهارا (ژاپنی: 西原 幹人؛ زادهٔ ۱۰ ژوئن ۱۹۸۰) یک بازیکن فوتبال اهل ژاپن است.
از باشگاه‌هایی که در آن بازی کرده‌است می‌توان به باشگاه فوتبال آلبیرکس نیگاتا اشاره کرد.